# Digestor
Digestor je poseban uređaj kojeg mora imati svaki laboratorij u kojem se radi s opasnim plinovima. To je ugrađeni ormar za izvođenje kemijskih postupaka i pokusa koji su opasni za zdravlje čovjeka. U digestoru se nalazi ventilator koji istjeruje opasne plinove kroz sustav za prozračivanje. Digestor mora biti otporan na korozivne i otrovne kemikalije. Prednja stjenka digestora je staklena kako bi se mogle pratiti kemijske reakcije. Za vrijeme rada vrata digestora moraju biti dobro zatvorena. Na sredini su urezana dva otvora kroz koje se provlače ruke i tako se vrši određena kemijska reakcija ili se malo podigne zaštitno staklo pa se tako izvodi pokus.